# Brzeziny
Brzeziny (výslovnost [březiny]) jsou město v Polsku v Lodžském vojvodství. Je správním střediskem stejnojmenného okresu, stejnojmenné městské gminy i stejnojmenné vesnické gminy, pod kterou však již nespadá. Nachází se asi 21 km východně od Lodže a asi 111 km jihozápadně od Varšavy. Na konci roku 2023 zde žilo 11 949 obyvatel.
První písemná zmínka o městě pochází z roku 1332, jako vesnice či osada však Brzeziny existovaly již v 11. století, je potvrzeno, že někdy před rokem 1139 byly centrem římskokatolické farnosti.
Prochází tudy říčka Mrożyca, která pramení v blízké vesnici Moskwa a vlévá se do řeky Mrogy. Ta se posléze vlévá do řeky Bzury. Městem prochází státní silnice 72 a vojvodské silnice 704, 708 a 715. Nachází se zde kostel Povýšení svatého Kříže, kostel svatého Ducha a kostel svatého Františka z Assisi, jsou zde rovněž dva kláštery, jeden patří františkánům a druhý sestrám bernardinkám.
Sousedními městy jsou Głowno, Jeżów, Koluszki, Lodž a Stryków.